# Levent Yüksel
Levent Yüksel, all'anagrafe Levent Uğur Yüksel (Adalia, 21 ottobre 1964), è un cantante, chitarrista e compositore turco.

## Biografia
Negli anni novanta ha fatto da corista per diversi artisti quali Emre Altuğ, Tarkan e Sertab Erener. Da giovanissimo attira l'attenzione del conservatorio locale, che insiste con la sua famiglia affinché prosegua gli studi di canto. Quindi prende lezioni di musica per 20 anni in conservatorio. Levent Yüksel ha sposato Sertab Erener nel 1990.

## Discografia

### Album in studio
- 1993-Medcezir,
- 1995-Levent Yüksel'in 2.CD'si
- 1997-Bi Daha
- 1998-Adı Menekşe
- 2001-Aşkla
- 2004-Uslanmadım
- 2006-Kadın Şarkıları
- 2010-Aşk Mümkün müdür hala?
- 2012-Topyekûn

### Singoli
- Dedikodu(1993),
- Medcezir (1993),
- Zalim(1995),
- Şıngırdak Yarim(1996),
- Bi Daha(1997),
- Sultanım(2000),
- Mutsuzsun(2000),
- Bi Daha(1997),
- Unutama Beni(2006)
- Aşk Mümkün müdür hala?(2010)

### Collaborazioni
- 1998 - Emre Altuğ İbret-i Alem
- 2001 - Levent Yüksel Aşkla
- 2003 - Emre Altuğ Sıcak